# Alexis Contin
Alexis Contin (* 19. Oktober 1986 in Saint-Malo im Département Ille-et-Vilaine) ist ein französischer Eisschnellläufer und Inline-Speedskater.

## Eisschnelllauf
Im Eisschnelllauf hat sich Contin auf den Mehrkampf und die Langstrecken spezialisiert. Sein Weltcupdebüt feierte er im Dezember 2005. Im Jahre 2007 nahm er an der Eisschnelllauf-Mehrkampfeuropameisterschaft im italienischen Ritten teil und erreichte am Ende Platz 17. Bei den Olympischen Spielen 2010 in Vancouver belegte über die 10.000 m Rang vier und über 5000 m Rang sechs. Bei der Einzelstrecken-Weltmeisterschaft 2011 in Inzell belegte er überraschend über 5000 m den 4. Platz. 2012 in Heerenveen konnte er über die gleiche Distanz den fünften Platz erreichen.
Sein bisher bestes Ergebnis im Mehrkampf erreichte er 2012 bei der EM in Budapest. Im Großen Vierkampf belegte er einen fünften Platz. Bei der Einzelstrecken-Weltmeisterschaft 2015 in Heerenveen gewann er im erstmals ausgetragenen Massenstart die Bronzemedaille.

## Inline-Speedskating
Seine ersten Erfolge hatte er bei den Junioren-Weltmeisterschaften 2003. Auf der Bahn gewann er Gold in der 10.000-m-Punkte-Ausscheidung, auf der Straße holte er Silber über 5000 m, 20.000 m und im Marathon.
Bei den Inline-Speedskating-Europameisterschaften 2004 auf der Bahn gewann er in den Einzelwettbewerben einen kompletten Medaillensatz. Dabei siegte er im Ausscheidungsrennen über 15.000 m, holte Silber über 5000 m und Bronze in der 1000-m-Sprintentscheidung. Hinzu kommt noch die Goldmedaille mit der Staffel über 5000 m. Im selben Jahr gewann er auch seine ersten Medaillen bei den Inline-Speedskating-Weltmeisterschaften. Auf der Bahn gewann er in der Staffel die Silbermedaille und auf der Straße war er über die Marathondistanz siegreich. Bei den World Games 2005 gewann er Gold über 5000 m und Silber über 3000 m. Die EM 2005 verlief mit insgesamt vier Gold- und einer Silbermedaille sehr erfolgreich. Bei der darauffolgenden WM gewann er den Titel auf der Bahn über 15.000 m.
Die nächsten Erfolge bei Großereignissen ließen bis 2008 auf sich warten. Bei den  Europameisterschaften war er mit drei Titeln wieder der erfolgreichste Teilnehmer. Bei der WM 2008 gewann er wie vor drei Jahren den Titel im 15.000 m Ausscheidungsrennen. Dabei stellte er in 23:02,778 min einen neuen Weltrekord auf, der 2011 von Peter Michael aus Neuseeland unterboten wurde. 2009 gewann er den Berliner Halbmarathon in damaliger Streckenrekordzeit und die Gesamtwertung des German-Inline-Cup. Bei den World Games 2009 holte er eine Silbermedaille im 1000-m-Sprint und bei der  Europameisterschaft Silber in der Staffel und Bronze über 15.000 m.
2012 war Contin erneut bei den Weltmeisterschaften in Italien erfolgreich. Er gewinnt einmal Silber im 10.000-m-Punkterennen und zweimal Bronze über 1000 m und 20.000 m Ausscheidung. Bei den Weltmeisterschaften 2014 in Argentinien wird Contin mit vier Goldmedaillen der erfolgreichste Teilnehmer. Er gewinnt die 1000 m, das 10.000-m-Punkterennen, den Marathon und in der 3000-m-Staffel. Dazu kommt noch eine Silbermedaille im 15.000-m-Ausscheidungsrennen.